# Siêu cúp bóng đá châu Âu 2018
Siêu cúp châu Âu 2018 là lần thứ 43 trận Siêu cúp châu Âu được tổ chức, trận đấu bóng đá thường niên được tổ chức bởi UEFA và bao gồm hai đội đương kim vô địch của hai giải đấu các câu lạc bộ châu Âu chính, UEFA Champions League và UEFA Europa League. Trận đấu có sự xuất hiện của 2 câu lạc bộ Tây Ban Nha, Real Madrid, đội vô địch UEFA Champions League 2017-18, và Atlético Madrid, đội vô địch UEFA Europa League 2017–18. Trận đấu được diễn ra tại A. Le Coq Arena ở Tallinn, Estonia vào ngày 15 tháng 8 năm 2018, và là trận chung kết các câu lạc bộ châu Âu đầu tiên được diễn ra tại Estonia.
Vào tháng 3 năm 2018, UEFA công bố áp dụng quyền thay người thứ tư khi trận đấu bước vào hiệp phụ, và số cầu thủ dự bị tăng từ 7 lên 12. Thời gian thi đấu cũng được thay đổi từ 20:45 CEST trở thành 21:00 CEST.
Atlético Madrid đã giành chiến thắng 4–2 sau thời gian thi đấu hiệp phụ để giành danh hiệu Siêu cúp châu Âu thứ ba của họ.

## Các đội tham dự
| Đội             | Lọt vào với tư cách                   | Các lần tham dự trước (in đậm thể hiện năm vô địch) |
| --------------- | ------------------------------------- | --------------------------------------------------- |
| Real Madrid     | Vô địch UEFA Champions League 2017-18 | 6 (1998,2000,2002, 2014, 2016, 2017)                |
| Atlético Madrid | Vô địch UEFA Europa League 2017–18    | 2 (2010, 2012)                                      |

Đây là trận Siêu cúp toàn Tây Ban Nha lần thứ năm, và là lần thứ tư trong vòng 5 năm trở lại đây. Đây cũng là trận Siêu cúp đầu tiên được chơi bởi 2 đội cùng thành phố.
Real đang nhắm tới chiến thắng thứ năm tại Siêu cúp châu Âu, giúp họ san bằng kỉ lục với Barcelona và Milan, trong khi họ đã thắng 2 lần trước đó, họ có cơ hội trở thành đội đàu tiên vô địch 3 trận Siêu cúp châu Âu liên tiếp. Trong khi đó, Atlético Madrid đã thắng 2 trận Siêu cúp mà họ đã chơi, họ có cơ hội trở thành đội bóng đầu tiên vô địch 3 trận Siêu cúp đầu tiên của họ.
Đây là trận Derby Madrid thứ 10 ở đấu trường châu Âu, với cả chín lần trước đó đều diễn ra ở Cúp C1 châu Âu/UEFA Champions League. Real nắm lợi thế với 5 trận thắng, 2 trận hoà và 2 trận thua, và chưa bao giờ bị loại bởi Atlético Madrid cả trong thể thức 2 lượt lẫn 1 trận duy nhất.

## Địa điểm

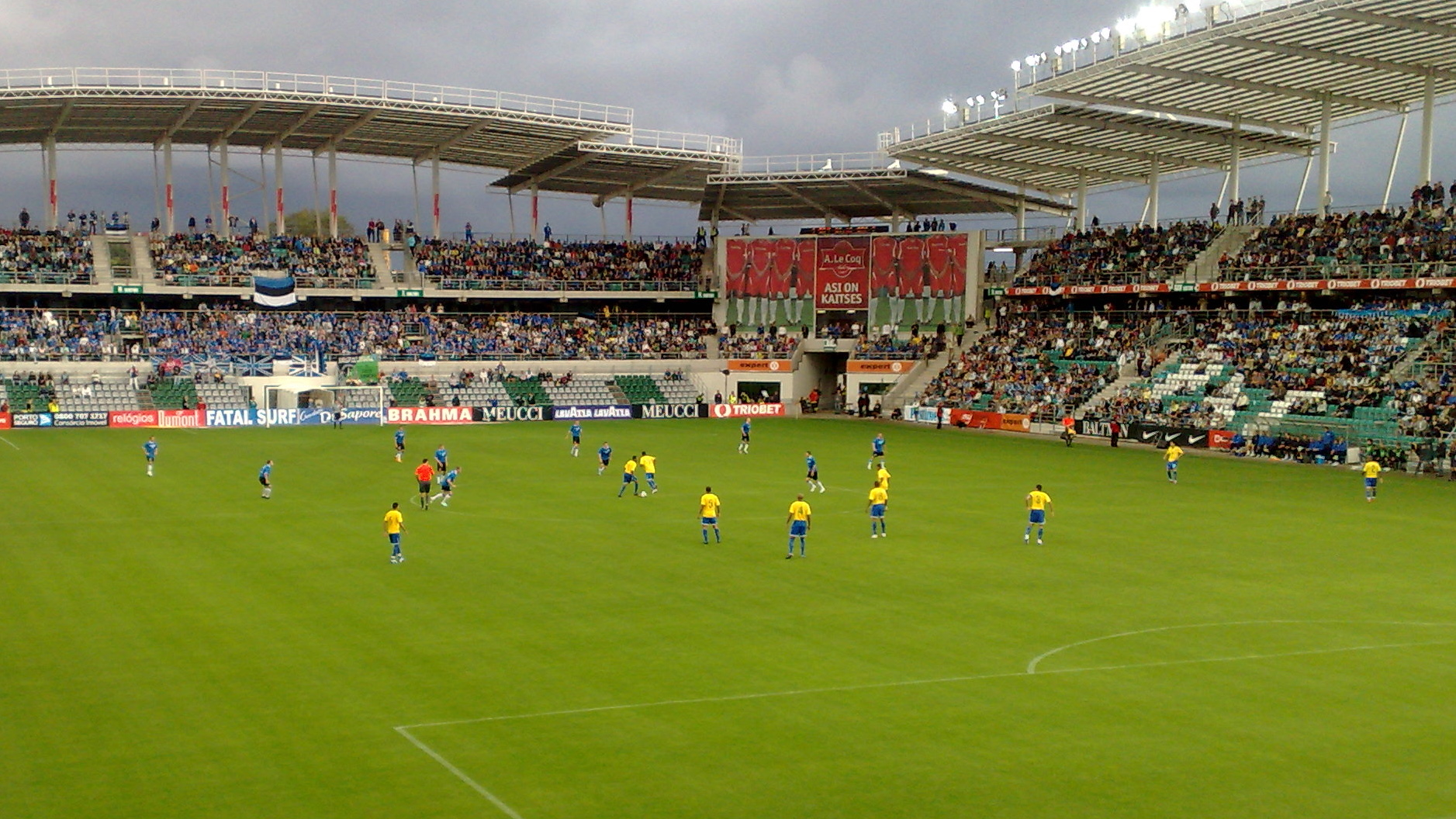
A. Le Coq Arena ở Tallinn là nơi tổ chức trận đấu

A. Le Coq Arena được công bố là địa điểm tổ chức trận chung kết vào ngày 15 tháng 9 năm 2016, theo quyết định từ cuộc họp của Ủy ban điều hành UEFA ở Athens, Hy Lạp. Sân vận động có tên là Lilleküla do điều lệ nhà tài trợ của UEFA.

## Thông tin trận đấu

### Tổ trọng tài
Vào ngày 2 tháng 8 năm 2018, UEFA công bố trọng tài người Ba Lan Szymon Marciniak là người bắt chính trận đấu. Marciniak là trọng tài FIFA kể từ năm 2011, và đã từng bắt chính các trận đấu ở UEFA Euro 2016 và FIFA World Cup 2018. Ông điều khiển trận đấu cùng với những người đồng hương, Paweł Sokolnicki và Tomasz Listkiewicz làm trợ lí trọng tài, Paweł Raczkowski và Tomasz Musiał làm trợ lí trọng tài bổ sung, và Radosław Siejka làm trợ lí trọng tài dự bị. Trọng tài thứ tư cho trận đấu là trọng tài người Romania Ovidiu Hațegan.

### Chi tiết
Đội vô địch Champions League được chỉ định làm đội "chủ nhà" vì mục đích hành chính.
| Real Madrid                       | 2–4 (s.h.p.) | Atlético Madrid                        |
| --------------------------------- | ------------ | -------------------------------------- |
| - Benzema 27' - Ramos 63' (ph.đ.) | Chi tiết     | - Costa 1', 79' - Saúl 98' - Koke 104' |

| Real Madrid | Atlético Madrid |

| TM               | 1  | Keylor Navas      |       |      |
| HV               | 2  | Dani Carvajal     |       |      |
| HV               | 4  | Sergio Ramos (c)  | 112'  |      |
| HV               | 5  | Raphaël Varane    |       |      |
| HV               | 12 | Marcelo           | 54'   |      |
| TV               | 14 | Casemiro          |       | 76'  |
| TV               | 8  | Toni Kroos        |       | 102' |
| TV               | 22 | Isco              |       | 83'  |
| TĐ               | 11 | Gareth Bale       |       |      |
| TĐ               | 9  | Karim Benzema     |       |      |
| TĐ               | 20 | Marco Asensio     | 35'   | 57'  |
| Dự bị:           |    |                   |       |      |
| TM               | 13 | Kiko Casilla      |       |      |
| TM               | 26 | Andriy Lunin      |       |      |
| HV               | 6  | Nacho             |       |      |
| HV               | 29 | Sergio Reguilón   |       |      |
| HV               | 31 | Javier Sánchez    |       |      |
| TV               | 10 | Luka Modrić       | 101'  | 57'  |
| TV               | 18 | Marcos Llorente   |       |      |
| TV               | 24 | Dani Ceballos     | 90+1' | 76'  |
| TV               | 27 | Federico Valverde |       |      |
| TĐ               | 17 | Lucas Vázquez     |       | 83'  |
| TĐ               | 21 | Borja Mayoral     |       | 102' |
| TĐ               | 28 | Vinícius Júnior   |       |      |
| Huấn luyện viên: |    |                   |       |      |
| Julen Lopetegui  |    |                   |       |      |

| TM               | 13 | Jan Oblak         |        |       |
| HV               | 20 | Juanfran          |        |       |
| HV               | 15 | Stefan Savić      |        |       |
| HV               | 2  | Diego Godín (c)   |        |       |
| HV               | 21 | Lucas Hernández   |        |       |
| TV               | 11 | Thomas Lemar      |        | 90+1' |
| TV               | 14 | Rodri             |        | 71'   |
| TV               | 8  | Saúl Ñíguez       |        |       |
| TV               | 6  | Koke              |        |       |
| TĐ               | 19 | Diego Costa       | 62'    | 109'  |
| TĐ               | 7  | Antoine Griezmann |        | 57'   |
| Dự bị:           |    |                   |        |       |
| TM               | 1  | Antonio Adán      |        |       |
| TM               | 37 | Alex Dos Santos   |        |       |
| HV               | 3  | Filipe Luís       |        |       |
| HV               | 4  | Santiago Arias    |        |       |
| HV               | 24 | José Giménez      |        | 109'  |
| TV               | 5  | Thomas Partey     |        | 90+1' |
| TV               | 23 | Vitolo            | 105+3' | 71'   |
| TV               | 30 | Roberto Olabe     |        |       |
| TĐ               | 9  | Nikola Kalinić    |        |       |
| TĐ               | 10 | Ángel Correa      | 60'    | 57'   |
| TĐ               | 18 | Gelson Martins    |        |       |
| Huấn luyện viên: |    |                   |        |       |
| Germán Burgos    |    |                   |        |       |

| Cầu thủ xuất sắc nhất trận đấu: Diego Costa (Atlético Madrid) Trợ lí Trọng tài: Paweł Sokolnicki (Ba Lan) Tomasz Listkiewicz (Ba Lan) Trọng tài thứ tư: Ovidiu Hațegan (Romania) Trợ lí trọng tài bổ sung: Paweł Raczkowski (Ba Lan) Tomasz Musiał (Ba Lan) Trợ lí trọng tài dự bị: Radosław Siejka (Ba Lan) | Luật trận đấu - 90 phút thi đấu chính thức. - 30 phút hiệp phụ nếu tỉ số hoà sau thời gian thi đấu chính thức. - Loạt sút luân lưu nếu tỉ số vẫn hoà sau 30 phút hiệp phụ. - Mỗi đội có 12 cầu thủ dự bị. - Mỗi đội có tối đa 3 quyền thay cầu thủ, với lần thay thứ tư được phép ở hiệp phụ. |

### Thống kê
| Thống kê             | Real Madrid | Atlético Madrid |
| -------------------- | ----------- | --------------- |
| Bàn thắng            | 1           | 1               |
| Tổng số cú sút       | 6           | 3               |
| Số cú sút trúng đích | 2           | 2               |
| Cứu thua             | 1           | 1               |
| Tỉ lệ kiểm soát bóng | 58%         | 42%             |
| Phạt góc             | 2           | 3               |
| Phạm lỗi             | 7           | 6               |
| Việt vị              | 0           | 0               |
| Thẻ vàng             | 1           | 0               |
| Thẻ đỏ               | 0           | 0               |

| Thống kê             | Real Madrid | Atlético Madrid |
| -------------------- | ----------- | --------------- |
| Bàn thắng            | 1           | 1               |
| Tổng số cú sút       | 5           | 2               |
| Số cú sút trúng đích | 2           | 1               |
| Cứu thua             | 0           | 1               |
| Tỉ lệ kiểm soát bóng | 46%         | 54%             |
| Phạt góc             | 3           | 0               |
| Phạm lỗi             | 10          | 8               |
| Việt vị              | 1           | 2               |
| Thẻ vàng             | 2           | 2               |
| Thẻ đỏ               | 0           | 0               |

| Thống kê             | Real Madrid | Atlético Madrid |
| -------------------- | ----------- | --------------- |
| Bàn thắng            | 0           | 2               |
| Tổng số cú sút       | 3           | 3               |
| Số cú sút trúng đích | 2           | 2               |
| Cứu thua             | 0           | 1               |
| Tỉ lệ kiểm soát bóng | 59%         | 41%             |
| Phạt góc             | 7           | 1               |
| Phạm lỗi             | 8           | 3               |
| Việt vị              | 0           | 0               |
| Thẻ vàng             | 2           | 1               |
| Thẻ đỏ               | 0           | 0               |

| Thống kê             | Real Madrid | Atlético Madrid |
| -------------------- | ----------- | --------------- |
| Bàn thắng            | 2           | 4               |
| Tổng số cú sút       | 14          | 8               |
| Số cú sút trúng đích | 6           | 5               |
| Cứu thua             | 1           | 3               |
| Tỉ lệ kiểm soát bóng | 54%         | 46%             |
| Phạt góc             | 12          | 4               |
| Phạm lỗi             | 25          | 17              |
| Việt vị              | 1           | 2               |
| Thẻ vàng             | 5           | 3               |
| Thẻ đỏ               | 0           | 0               |